# (21734) 1999 RM146
A (21734) 1999 RM146 a Naprendszer kisbolygóövében található aszteroida. A LINEAR projekt keretében fedezték fel 1999. szeptember 9-én.